# Grotta di Altamira e arte rupestre paleolitica della Spagna settentrionale
Grotta di Altamira e arte rupestre paleolítica della Spagna settentrionale è la denominazione sotto la quale si trovano raggruppate 18 grotte situate in differenti regioni del nord della Spagna che sono rappresentative dell'apogeo raggiunto dall'arte rupestre paleolítica, sviluppata in Europa tra gli anni 35.000 e 11.000 a.C.
La principale di queste grotte è la Grotta di Altamira, situata nel comune di Santillana del Mar in Cantabria. In essa si conserva uno dei cicli pittorici più importanti della Preistoria. La maggior parte delle rappresentazioni appartiene ai periodi Magdaleniano e Solutreano, all'interno del Paleolitico superiore. Il suo stile artistico è un esempio della scuola franco-cantábrica, caratterizzata dal realismo delle figure rappresentate. La Grotta di Altamira è stata dichiarata Patrimonio dell'umanità nel 1985.
Nel 2008 questo sito del Patrimonio dell'Umanità è stato ampliato per includere altre 17 grotte situate anch'esse nell'ambito della cornice Cantábrica, nel Nord della Spagna e che presentano importanti esempi di arte rupestre del Paleolitico. Le grotte sono distribuite in tre comunità autonome differenti: dieci in Cantabria, cinque nelle Asturie e tre nel Paese Basco.
Queste 18 grotte sono parte di un insieme denominato abitualmente come «Arte rupestre paleolitica del nord della Spagna» benché siano le uniche sinora incluse nei patrimoni dell'umanità dell'Unesco.

## Grotte
Le diciotto grotte inserite nel Patrimonio dell'umanità sono:
| Codice  | Nome                       | Luogo                             | Anno | Coordinate           | Zona protetta (ettari) | Immagine |
| ------- | -------------------------- | --------------------------------- | ---- | -------------------- | ---------------------- | -------- |
| 310-001 | Grotta di Altamira         | Santillana del Mar, Cantabria     | 1985 | 43°22′57″N 4°07′13″W | 16                     |          |
| 310-002 | Grotta di Candamo          | Candamo, Asturie                  | 2008 | 43°27′21″N 6°04′21″W | 99,97                  |          |
| 310-003 | Grotta di Tito Bustillo    | Ribadesella, Asturie              | 2008 | 43°27′39″N 5°04′04″W | 243,38                 |          |
| 310-004 | Grotta della Covaciella    | Cabrales, Asturie                 | 2008 | 43°19′05″N 4°52′30″W | 11,336                 |          |
| 310-005 | Grotta di Llonín           | Peñamellera Alta, Asturie         | 2008 | 43°19′50″N 4°38′43″W | 17,37                  |          |
| 310-006 | Grotta del Pindal          | Ribadedeva, Asturie               | 2008 | 43°23′51″N 4°31′58″W | 69,37                  |          |
| 310-007 | Grotta di Chufín           | Rionansa, Cantabria               | 2008 | 43°17′26″N 4°27′29″W | 16,65                  |          |
| 310-008 | Grotta di Forni della Peña | San Felices de Buelna, Cantabria  | 2008 | 43°15′40″N 4°01′47″W | 25,05                  |          |
| 310-009 | Grotta del Castello        | Puente Viesgo, Cantabria          | 2008 | 43°17′28″N 3°57′51″W | 68,93                  |          |
| 310-010 | Grotta delle Monete        | Puente Viesgo, Cantabria          | 2008 | 43°17′28″N 3°57′51″W | 68,93                  |          |
| 310-011 | Grotta della Pasiega       | Puente Viesgo, Cantabria          | 2008 | 43°17′28″N 3°57′51″W | 68,93                  |          |
| 310-012 | Grotta dei Camini          | Puente Viesgo, Cantabria          | 2008 | 43°17′28″N 3°57′51″W | 68,93                  |          |
| 310-013 | Grotta del Pendo           | Camargo, Cantabria                | 2008 | 43°23′17″N 3°54′44″W | 63,79                  |          |
| 310-014 | Grotta della Garma         | Ribamontán al Monte, Cantabria    | 2008 | 43°25′50″N 3°39′57″W | 100,07                 |          |
| 310-015 | Grotta di Covalanas        | Ramales de la Victoria, Cantabria | 2008 | 43°14′44″N 3°27′08″W | 1374,4                 |          |
| 310-016 | Grotta di Santimamiñe      | Kortezubi, Biscaglia              | 2008 | 43°20′47″N 2°38′12″W | 98,8                   |          |
| 310-017 | Grotta di Ekain            | Deba, Gipuzkoa                    | 2008 | 43°14′09″N 2°16′31″W | 14,59                  |          |
| 310-018 | Grotta di Altxerri         | Aia, Gipuzkoa                     | 2008 | 43°16′07″N 2°08′02″W | 15                     |          |